# Vùng nhiệt đới ẩm ướt của Queensland
Vùng nhiệt đới ẩm ướt của Queensland là vùng rừng nhiệt đới ẩm ướt dọc theo miền đông bắc bang Queensland, Úc. Vùng này rộng khoảng 8.940 km², là phần của Dãy núi Great Dividing, trải dài từ Townsville tới Cooktown, song song sát với Rạn san hô Great Barrier. Vùng nhiệt đới ẩm ướt của Queensland đáp ứng tất cả bốn tiêu chí để lựa chọn di sản thiên nhiên như là một di sản thế giới. Di sản thế giới được công nhận vào năm 1988  và là di sản Quốc gia của Úc trong tháng 5 năm 2007.
Rừng nhiệt đới có mật độ cao các loài thực vật có hoa nguyên thủy trên thế giới. Ngoài ra, chỉ ở Madagascar và Nouvelle-Calédonie, do cô lập về địa lý, thì mới có các cánh rừng ẩm ướt vùng nhiệt đới với một mức độ có thể so sánh được về tính đặc hữu.

## Các khu bảo tồn

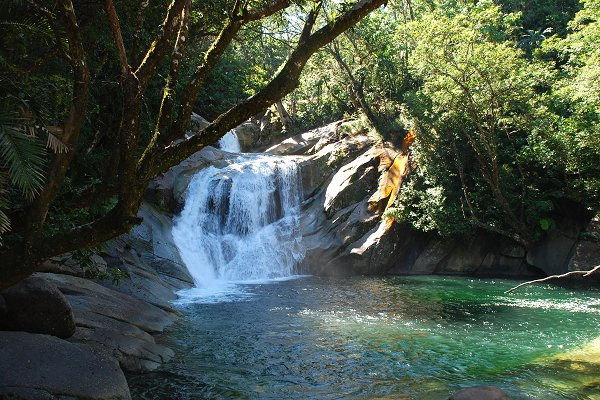
Thác nước Josephine, 2008

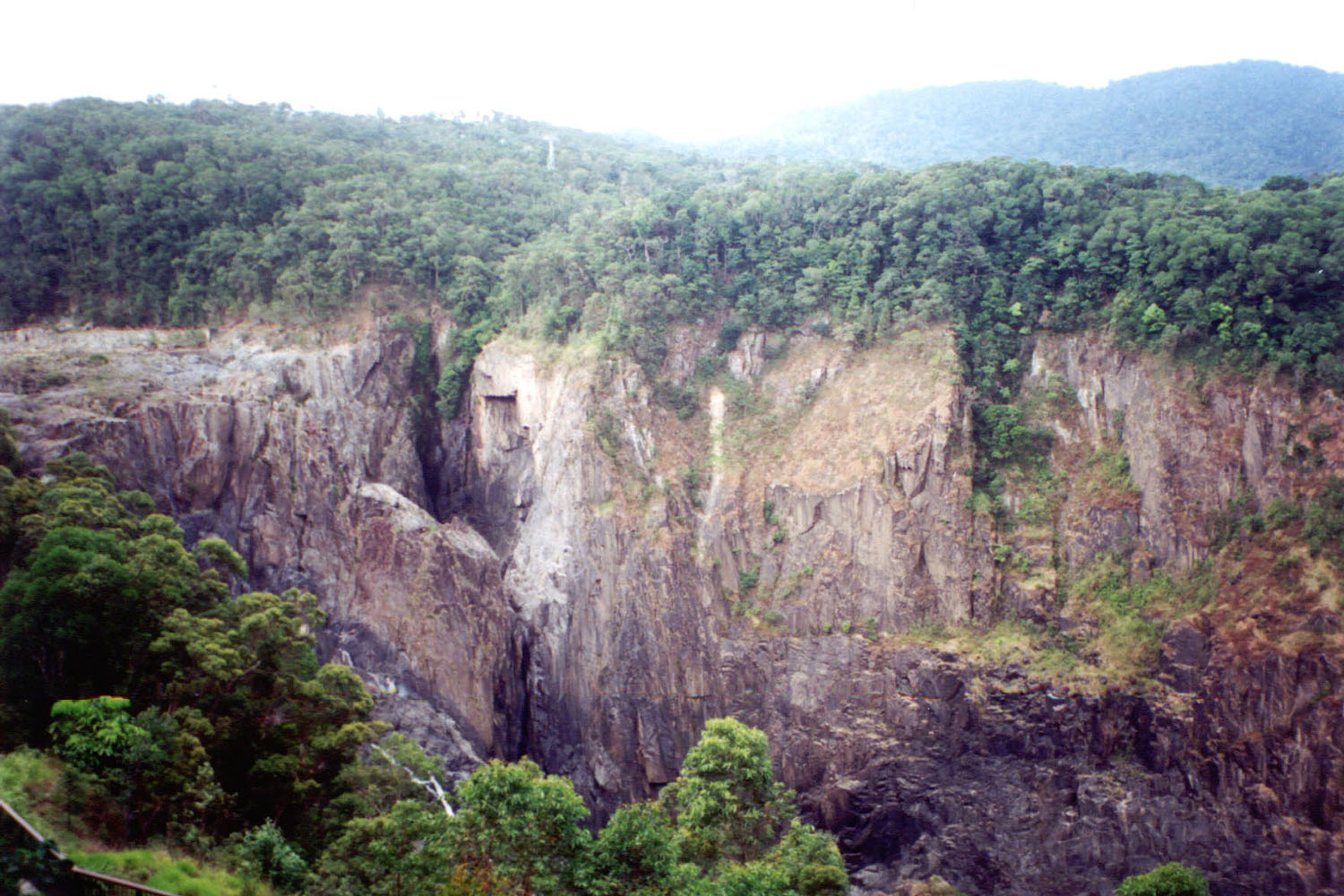
Barron Gorge

15% khu vực được bảo vệ như là các vườn quốc gia. Trong số đó bao gồm các vườn quốc gia thuộc Vùng nhiệt đới ẩm ướt của Queensland là:
- Vườn quốc gia hẻm núi Barron
- Vườn quốc gia Núi Black (Kalkajaka)
- Vườn quốc gia Vịnh Cedar
- Vườn quốc gia Daintree
- Vườn quốc gia Girringun
- Vườn quốc gia Wooroonooran
- Vườn quốc gia Edmund Kennedy

và trên 700 khu vực được bảo vệ ở Queensland, kể cả các khu do tư nhân làm chủ.
Các rừng ẩm ướt vùng nhiệt đới được quản lý bởi cơ quan quản lý rừng được thành lập vào năm 1983. Họ có trách nhiệm quản lý các khu rừng này theo Công ước Di sản thế giới. Cơ quan tuyển dụng 20 nhân viên vào năm 2012 như là một đơn vị thuộc Bộ Môi trường và bảo vệ di sản. Cơ quan này được lãnh đạo bởi một Hội đồng quản trị chịu trách nhiệm trước Hội đồng Bộ trưởng Bộ Môi trường, trong đó có cả Bộ của bang Queensland và đại diện Chính phủ Liên bang.

## Các đặc điểm
Vùng này có nhiều cái độc đáo, như trên 390 loài cây hiếm quý, trong đó có 74 loài có nguy cơ tuyệt chủng. Có ít nhất 85 loài đặc hữu trong vùng, 13 loại khác nhau của rừng nhiệt đới ưa mưa và 29 loài cây đước, nhiều hơn bất cứ nơi nào trong nước.